# Пътешествие до рая (филм)
Пътешествие до рая (на английски: A Little Trip To Heaven) е филм на исландския режисьор Балтазар Кормакур.
Творбата е почти изцяло заснета в Исландия, въпреки че действието се развива в САЩ.

### Кратък увод
Застрахователният агент Ейб Холт (Форест Уитакър) е натоварен със задачата да разследва случай на смърт, със съмнения за застрахователна измама на стойност 1 милион долара. В хода на събитията, главният герой се натъква на някои странни факти, които водят до разрешаване на случая.